# Rumi Chunara
Rumi Chunara est informaticienne et professeure agrégée de biostatistique à la School of Global Public Health de l'Université de New York. Elle développe des approches informatiques et statistiques pour acquérir, intégrer et utiliser des données pour améliorer la santé publique.

## Parcours scolaire
Elle est étudiante de premier cycle au California Institute of Technology, où elle étudie le génie électrique. Elle poursuit son parcours scolaire au Massachusetts Institute of Technology pour ses études supérieures, où elle rejoint le département de génie électrique. Son mémoire de maîtrise porte sur la création de lecteurs électroniques à faible bruit pour la détection bimoléculaire à haut débit. Elle rejoint le programme Harvard-MIT en sciences et technologies de la santé, où elle effectue ses recherches doctorales, supervisées par Scott Manalis.

## Recherche et carrière
Rumi Chunara travaille au Boston Children's Hospital et à la Harvard Medical School. Elle rejoint le corps professoral de l'Université de New York en 2015. Ses recherches font appel à l’exploration de données ainsi qu’au développement d’algorithmes d’apprentissage automatique. Elle s'intéresse particulièrement à la manière dont l'acquisition de données peut être utilisée pour mieux soutenir les décisions en matière de santé publique, et à la manière dont l'éthique devrait être prise en compte dans la conception de systèmes informatiques.
Elle montre qu'il est possible d'utiliser les médias sociaux et les sources en ligne pour comprendre la santé publique et les épidémies de maladies émergentes,. Dans certaines régions du monde, la compilation des informations sur la santé publique par les ministères de la Santé peut prendre des semaines. Dans ces contextes, les signes avant-coureurs d’une épidémie peuvent être essentiels pour orienter le personnel médical et les ressources vers les zones qui en ont besoin. Elle démontre qu’une augmentation des publications sur Twitter liées au choléra en Haïti était en corrélation avec une épidémie de choléra,.  
Elle co-développe Flu Near You, un site Web qui utilise des informations générées par les personnes pour créer des cartes de la prévalence de la grippe. En 2018, la Fondation Bill-et-Melinda-Gates l'aide à améliorer les taux de vaccination au Pakistan grâce au développement d'un ciblage intelligent de la vaccination. Elle combine l'intelligence artificielle avec les technologies de téléphonie mobile pour diriger les équipes médicales vers les zones de faible couverture. Elle a également montré que les discours de haine sur les réseaux sociaux peuvent être utilisés pour prédire les crimes haineux dans le monde réel.
Dans un effort pour comprendre si les disparités dans l'accès à la télémédecine reflétaient l'accès aux soins de santé, elle étudie l'utilisation de la télémédecine pendant la pandémie de Covid-19. Elle découvre alors que les diagnostics de COVID en télémédecine sont considérablement plus probables pour les patients noirs que pour les patients blancs. Elle constate que l’utilisation de la télémédecine est liée au revenu moyen et à la taille du ménage. Plus tard cette année-là, elle reçoit le soutien des National Institutes of Health (NIH) pour former des data scientists axés sur la santé publique au Kenya.

### Récompenses
En 2014, la MIT Technology Review la sélectionne dans sa liste des innovateurs de moins de 35 ans. Elle reçoit un prix CAREER de la National Science Foundation en 2019 et un prix Max Planck en 2021,.

### Publications sélectionnées
- (en) Devin M Mann, Ji Chen, Rumi Chunara, Paul Testa et Oded Nov, « COVID-19 transforms health care through telemedicine: evidence from the field », Journal of the American Medical Informatics Association, BMJ Group (d) et OUP,‎ 23 avril 2020 (ISSN 1067-5027 et 1527-974X, OCLC 27252647, PMID 32324855, PMCID 7188161, DOI 10.1093/JAMIA/OCAA072).
- (en) Rumi Chunara, Jason R. Andrews et John S. Brownstein, « Social and news media enable estimation of epidemiological patterns early in the 2010 Haitian cholera outbreak », American Journal of Tropical Medicine and Hygiene, American Society of Tropical Medicine and Hygiene (d), vol. 86, no 1,‎ 1er janvier 2012 et janvier 2012, p. 39-45 (ISSN 0002-9637 et 1476-1645, PMID 22232449, PMCID 3247107, DOI 10.4269/AJTMH.2012.11-0597, lire en ligne).
- (en) Clark C Freifeld, Rumi Chunara, Sumiko R Mekaru, Emily H Chan, Taha Kass-Hout, Anahi Ayala Iacucci et John Brownstein, « Participatory epidemiology: use of mobile phones for community-based health reporting », PLOS Medicine, PLoS, vol. 7, no 12,‎ 7 décembre 2010, e1000376 (ISSN 1549-1277 et 1549-1676, OCLC 54674092, PMID 21151888, PMCID 2998443, DOI 10.1371/JOURNAL.PMED.1000376).